# Лижний курорт (журнал)
Лижний курорт — український часопис «Лижний курорт», перший в Україні журнал, який присвячений гірськолижному бізнесу і розглядає технічну сторону гірськолижної індустрії.

## Прочасопис
В Україні видається з 2010 року, та є українським проектом часопису «Resort Narciarski» [Архівовано 15 липня 2015 у Wayback Machine.](Польща, видається в Європі з 2008р.). Часопис орієнтовано здебільшого на інвесторську аудиторію (власників гірськолижних курортів, комітетів спорту та туризму, шанувальників активного та екстремального відпочинку) і тому цілісно розкриває всі аспекти гірськолижного бізнесу та популяризує розвиток гірськолижного туризму. За ініціативи журналу та підтримки партнерів, щороку організовується виставка Snow Expo в Україні.

## Основні рубрики
- новини;
- технології;
- інвестиційні проекти;
- бепека і право;
- відпочинок та спорт;
- виставки та конференції.